# محض اطلاع (فیلم)
محض اطلاع (انگلیسی: For Your Consideration) فیلمی آمریکایی در سبک کمدی به کارگردانی کریستوفر گست است که در سال ۲۰۰۶ منتشر شد.

## بازیگران
- باب بالابان
- جنیفر کولیج
- جان مایکل هیگینس
- جین لینچ
- مایکل مک‌کین
- کاترین اوهارا
- پارکر پوزی
- هری شیرر
- فرد ویلارد
- کریستوفر گست
- اد بیگلی. جی آر
- یوجین لوی
- نینا کونتی